# Fluorescent (rose)
'Fluorescent' est le nom d'un cultivar de rosier créé par Georges Delbard en 1977.

## Description
De couleur rouge vermillon, avec de 26 à 40 pétales, c'est une rose du groupe floribunda non parfumée et remontante qui fleurit abondamment du printemps aux gelées. En forme de buisson, ce rosier est adapté aux plates bandes et aux mixed borders. Vigoureux, il a besoin toutefois d'avoir son pied protégé par grand froid.
Nom enregistré: DELflori ; nom de commercialisation: Fluorescent

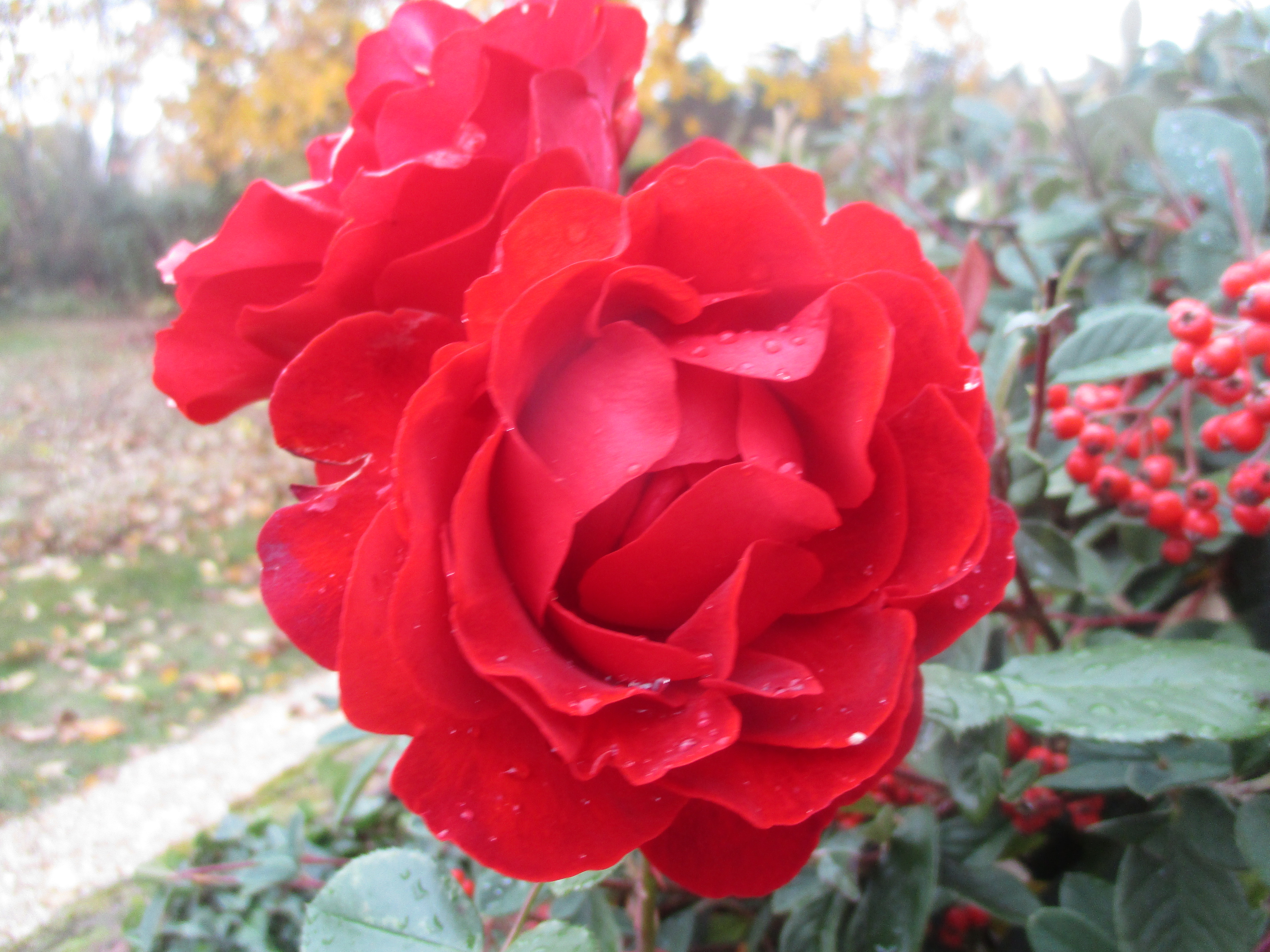
Rose 'Fluorescent' avant les premières gelées de novembre.